# Prodasineura perisi
Prodasineura perisi är en trollsländeart som beskrevs av Compte Sart 1964. Prodasineura perisi ingår i släktet Prodasineura och familjen Protoneuridae. IUCN kategoriserar arten globalt som otillräckligt studerad. Inga underarter finns listade i Catalogue of Life.